# L'Âge des ténèbres
Série
Les Invasions barbares
(2003)
Pour plus de détails, voir Fiche technique et Distribution.
L'Âge des ténèbres est un film franco-québécois réalisé par Denys Arcand et sorti  en 2007. Il constitue un triptyque avec deux des précédentes réalisations de Denys Arcand : Le Déclin de l'empire américain (1986) et Les Invasions barbares (2003),.

## Synopsis
Jean-Marc Leblanc est un gratte-papier à la vie insignifiante dont la femme et les filles se désintéressent. Il se rattrape dans son monde imaginaire où il se voit tantôt couvert de lauriers, au sens propre comme au figuré (en puissant empereur romain, en romancier lauréat de grands prix littéraires), tantôt en vaillant chevalier avec les plus belles femmes du monde à ses pieds.

## Fiche technique
- Titre original : L'Âge des ténèbres
- Titre anglais : Days of Darkness
- Réalisation : Denys Arcand

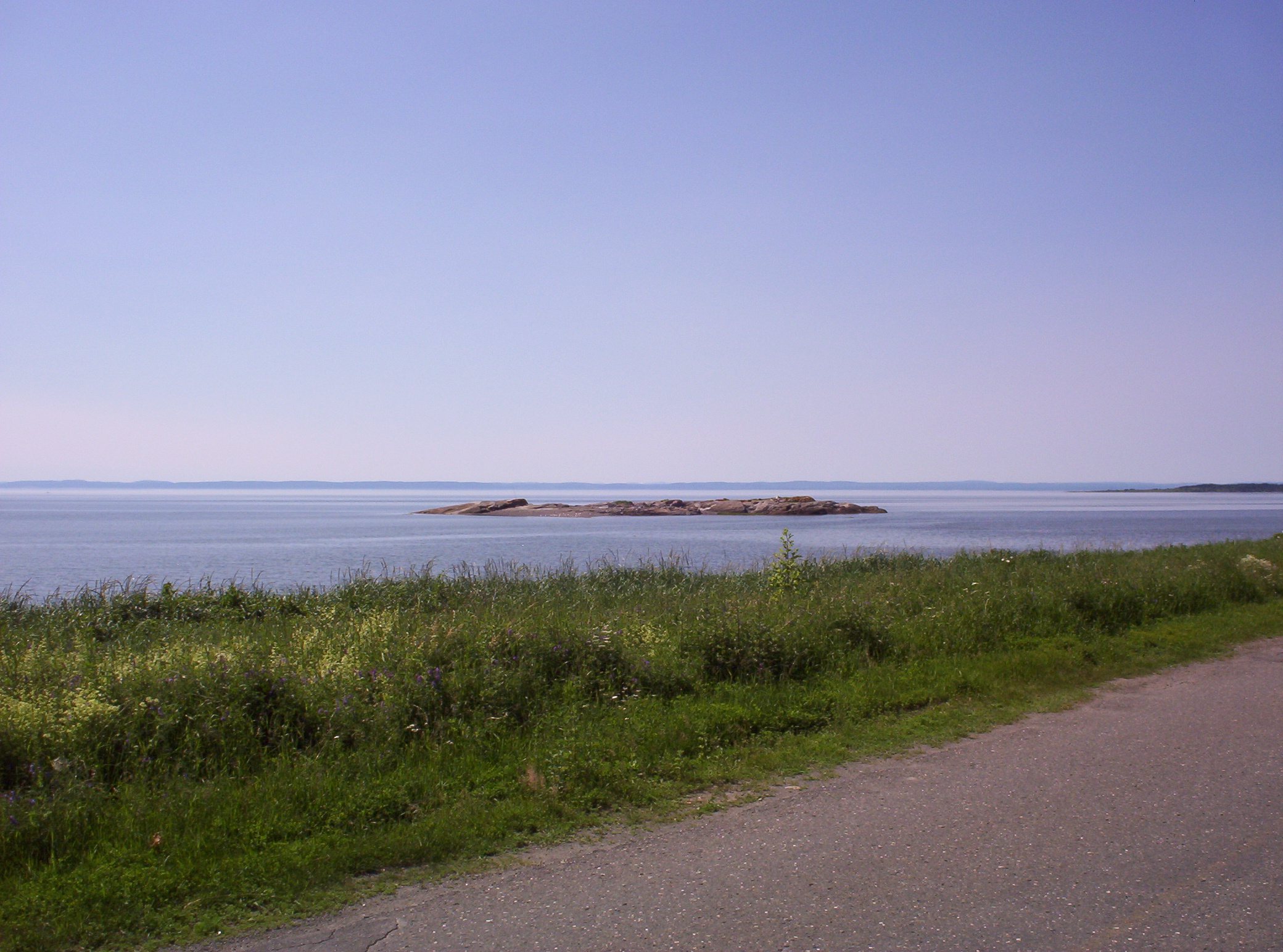
Un site de tournage extérieur : Bas-Saint-Laurent (rive du fleuve Saint-Laurent).

- Scénario et dialogues : Denys Arcand
- Musique : Philippe Miller
- Scénographie : François Seguin
- Direction artistique : Guy Pigeon
- Costumes : Judy Jonker
- Maquillage : Evelyne Byot, Diane Simard
- Coiffure : Judith Arsenault
- Photographie : Guy Dufaux
- Cadrage : François Daignault
- Son : Paul Lainé, Marie-Claude Gagné, Diane Boucher, Cyril Holtz, Philippe Amouroux
- Montage : Isabelle Dedieu
- Production : Denise Robert, Daniel Louis
- Coproduction : Dominique Besnehard, Philippe Carcassonne, Michel Feller
- Sociétés de production : Cinémaginaire, Mon Voisin Productions, Ciné-@
- Sociétés de distribution : Alliance Atlantis Vivafilm (Canada) ; Studiocanal ((France et international)
- Budget : 8,99 millions $ CA
- Pays de production :  Canada,  France
- Langue originale : français
- Format : super 35 mm — couleur — 2.35:1 CinemaScope — son Dolby SR
- Genre : comédie dramatique
- Tournage :
  - Période prises de vue : 2e semestre 2006
  - Intérieurs : Montréal
  - Extérieurs : Laval, Rivière-Ouelle (Bas-Saint-Laurent)  Québec
- Durée : 115 minutes (1 h 55)
- Dates de sortie : 
  - France : 27 mai 2007 (Festival de Cannes 2007), 26 septembre 2007 (sortie nationale)
  - Canada : 12 septembre 2007 (Festival international du film de Toronto 2007) 7 décembre 2007 (sortie nationale)
- Classification CNC : tous publics[3]

## Distribution
- Marc Labrèche : Jean-Marc Leblanc
- Diane Kruger : Veronica Star
- Sylvie Léonard : Sylvie Cormier-Leblanc
- Caroline Néron : Carole Bigras-Bourque
- Rufus Wainwright : le prince chantant
- Emma de Caunes : Karine Tendance, la journaliste « people »
- Macha Grenon : la comtesse Béatrice de Savoie
- Rosalie Julien : Laurence Métivier, la vilaine lesbienne
- Didier Lucien : William Chérubin
- Camille Léonard Rioux : Mégane Cormier-Leblanc
- Kimberly St-Pierre-King : Coralie Cormier-Leblanc
- André Robitaille : le supérieur immédiat
- Hugo Giroux : Thorvald le viking
- Christian Bégin : le motivateur hilare
- Thierry Ardisson : lui-même
- Laurent Baffie : lui-même
- Bernard Pivot : lui-même
- Donald Sutherland : lui-même
- Françoise Graton : Mme Leblanc, la mère de Jean-Marc
- Benoît Brière : le médecin
- Pauline Martin : Mme Sigouin-Wong
- Pierre Curzi : Pierre
- Monia Chokri : Aziza, la jeune femme arabe
- Paule Baillargeon : la dame à la minerve
- Jacques Lavallée : Mgr l’évêque Romaric
- Michel Rivard : le curé
- Marie Michèle Desrosiers : l'assistante du curé
- Élizabeth Lesieur : Mme Pâquet-Plourde
- Violette Chauveau : la dame qui avait bu
- Jean-René Ouellet : saint Bernard de Clairvaux
- Renaud Paradis : Kieser von Eichstad
- Karen Elkin : une des furies en noir
- Eugénie Beaudry : une des furies en noir
- Danny Gilmore : écuyer du prince noir
- Chantal Lacroix : la meneuse du jeu de speed dating
- Silvio Orvieto : M. Gallucio, l'homme qui veut des jeunes femmes
- Véronique Cloutier : Line
- Evelyne de la Chenelière : Guylaine
- Gaston Lepage : le préposé à l'accueil
- Gilles Pelletier : Raymond Leclerc, homme sur le bord du fleuve
- Johanne Marie Tremblay : Constance Lazure, femme sur le bord du fleuve
- Muriel Dutil : la voisine de Constance Lazure
- Luc Senay : le chauffeur de l'accident
- Lise Roy : la voisine de Jean-Marc Leblanc
- Danielle Fichaud : la dame aux hémorroïdes
- Gisèle Trépanier : la directrice de l'hospice

## Accueil

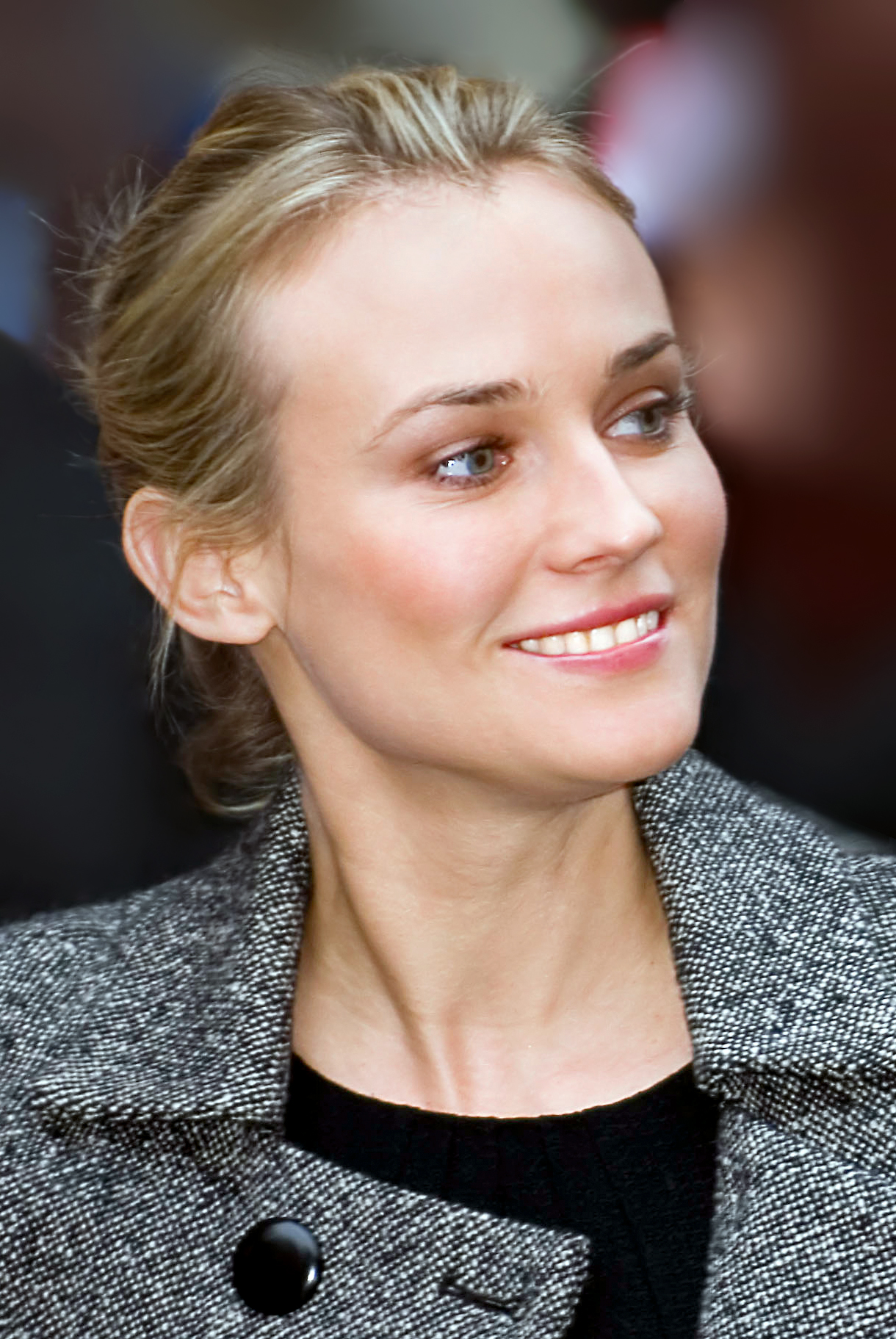
L'actrice allemande Diane Kruger, l'année de sortie du film.

Au Québec, la critique est partagée et parfois très sévère. Dans La Presse, Marc Cassivi affirme que L'Âge des ténèbres « semble porter l'empreinte d'un cinéaste génial mais désabusé, repu de son œuvre, posant un regard hypercaricatural, archi cynique, et par moments franchement condescendant sur la société québécoise ». Le critique Paul Warren, dans Le Soleil, fait écho à ce jugement et déplore que « tout, dans cette durée filmique télescopée de 104 minutes, devient cliché et stéréotype ».
L'Âge des ténèbres a aussi été mal reçu par les critiques français. C'est le cas de Xavier Leherpeur dans le journal Le Nouvel Observateur qui parle d'une « attaque sommaire contre le politiquement correct ». Jean-Luc Wachthausen, du journal Le Figaro, nuance ce point de vue et souligne qu'Arcand fait preuve « d'humour et de férocité, évitant soigneusement de tomber dans le pamphlet réactionnaire ».
Le film est une réussite au box-office québécois, arrivant en deuxième place, ce qui rend la productrice Denise Robert optimiste[réf. nécessaire]. Il est cependant boudé par le public français (moins de 65 000 entrées).
Le Festival international du film de Toronto 2007 retient L'Âge des ténèbres parmi les dix meilleurs films canadiens de l'année. Il a franchi la première étape dans la sélection aux Oscars dans la catégorie de « Meilleur film étranger ».

## Distinctions

### Récompense
Les infos ci-après proviennent de l'IMDb.
- Gala Québec Cinéma 2008 : Diane Simard lauréate du prix Jutra des meilleurs maquillages.

### Nominations et sélections
Les infos ci-après proviennent de ICI Radio-Canada Première.
- Festival de Cannes 2007 : présenté hors-compétition en clôture du festival.
- Festival international du film de Toronto 2007 : L'Âge des ténèbres présenté en première canadienne lors de deux galas.

Les infos ci-après proviennent de l'IMDb.
- Guilde canadienne des réalisateurs 2008 : 
  - François Seguin nommé pour le prix DGC de la scénographie,
  - Guy Pigeon nommé pour le prix DGC de la direction artistique.
- Académie canadienne du cinéma et de la télévision/Prix Génie 2008 :  
  - Denise Robert et Daniel Louis nommés pour le Prix Génie du meilleur film,
  - Marc Labrèche nommé pour le Prix Génie du meilleur acteur,
  - Denys Arcand nommé pour le Prix Génie de la meilleure réalisation,
  - Denys Arcand nommé pour le Prix du meilleur scénario original.
- Gala Québec Cinéma 2008 :
  - Denys Arcand nommé pour le Prix Iris de la meilleure réalisation,
  - Denys Arcand nommé pour le Prix Iris du meilleur scénario,
  - Denise Robert et Daniel Louis nommés pour le Prix Iris du meilleur film,
  - Marc Labrèche nommé pour le Prix Iris du meilleur acteur,
  - Sylvie Léonard nommée pour le Prix Iris de la meilleure actrice.